# OASISひろば21

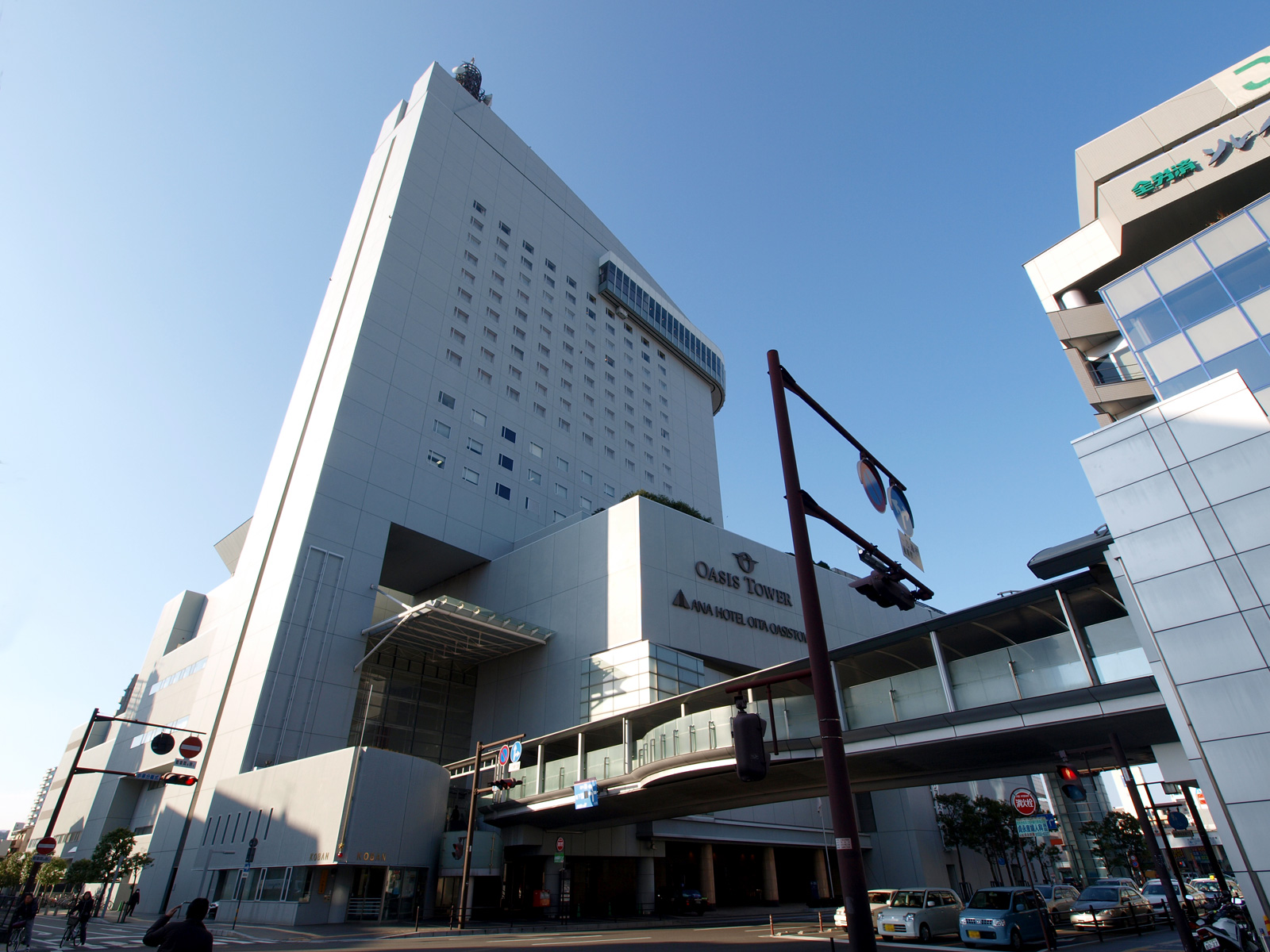
OASISひろば21（ガレリア竹町側から）

OASISひろば21（オアシスひろばにじゅういち）は、大分県大分市高砂町にある多目的複合施設である。1998年に完成した。高さ101.17mで、大分県で一番高いビル。

## 概要
ホール、ホテル、オフィスなどからなる多目的複合施設で、老朽化した大分県立芸術会館・旧NHK大分放送局などの代替として、旧大分県立病院跡地に1998年に完成した。OASISはOita ASia International Squareの頭文字で、命名者は完成当時の大分県知事平松守彦。建物は財団法人大分県文化スポーツ振興財団と株式会社エフ･ティー･シー大分が管理している。年間来館者数は約180万人、年間公演数は約300件。
高さ101.17m、21階建てと、大分県内で最も高い建築物であり、大分市のランドマークとなっている。大分県立総合文化センター、オアシスタワー（ホテル・オフィス・商業施設）、NHK大分放送会館の構造的には独立した3つの部分から成るが、空間的には連結して一体的に利用されている。このうち、大分県立総合文化センターについては、「いいちこ」で有名な酒造メーカーの三和酒類が、5,000万円 / 年、5年契約で命名権を取得し、「iichiko 総合文化センター」と命名されている。
地下駐車場の入口近くには、かつてこの場所に県立病院があったことを示す「大分県病院兼医学校開設の地」、「大分県看護教育発祥の地」という2つの記念碑がある。当所への移転前にNHK大分放送局があった場所は、現在はNS大分ビルになっている。

## 主な施設
- iichiko 総合文化センター
  - iichiko グランシアタ
  - iichiko 音の泉ホール
  - iichiko アトリウムプラザ
  - 4F 会議室
  - iichiko Space Be
    - 文化情報ラウンジ
    - 国際交流プラザ
    - 県民ギャラリー
    - 映像小ホール
    - 練習室･リハーサル室
- NHK大分放送会館
  - NHK大分放送局
- オアシスモール
  - 共同ATMコーナー
  - 大分県パスポートセンター
  - 大分CSK
  - コスモ証券大分支店
- ホテル日航大分 オアシスタワー
- ハローワーク大分ワークプラザ
- オアシス21オフィス
  - NHK文化センター
  - 全日本空輸大分支店
  - 三井住友海上火災保険大分支店
  - ソニー生命保険大分支社
- 中央交番
- 地下駐車場（約300台分）
- 屋外駐車場（約200台分）

※ 完成当時は1階にOBSラジオのサテライトスタジオ「パルテ」があったが、現在は花屋（日比谷花壇）になっている。

## 所在地
- 大分県文化スポーツ振興財団（iichiko総合文化センターの運営）
  - 〒870-0029 大分市高砂町2-33
- NHK大分放送局（NHK大分放送会館の運用管理）
  - 〒870-8660 大分市高砂町2-36
- エフ・ティー・シーホテル開発（大分オアシスタワーホテルの運営）
  - 〒870-0029 大分市高砂町2-48
- エフ・ティー・シー大分（建物全体の管理）
  - 〒870-0029 大分市高砂町2-50

## アクセス

### 鉄道・徒歩
大分市街地の中心部からは徒歩で10分～15分程度の若干離れた場所にあるが、大分駅から地下道とアーケード商店街（セントポルタ中央町及びガレリア竹町）を通れば、雨天でもほぼ濡れずに通行が可能である。
国道197号を横切っている連絡通路の反対側にある「ソレイユ」はOASISひろば21と同時期に完成し連絡通路からそのまま出入りできるが、この建物の管理者は全国労働者共済生活協同組合連合会であり、OASISひろば21との直接的な関係はない。

### 路線バス
NHK大分放送局正面玄関前に大分交通バスの「オアシスひろば前」停留所が、また、ガレリア竹町側に大分バスの「オアシス広場前（東側）」停留所がある。